# Велика секунда (серіал)
Велика секунда — російський драмеді-телесеріал режисера Віктора Шамірова з Дмитром Лисенковим та Євгенією Борзих у головних ролях. Прем'єра відбулася 6 серпня 2021 року на стримінговому сервісі Start. Серіал отримав різнопланові відгуки критиків — від позитивних до стримано-критичних.

## Сюжет
Сюжет серіалу розгортається паралельно у двох площинах: одна розповідає про колишнє подружжя — сценаристів, які працюють над мелодраматичним сценарієм; інша — про вигадану історію, яку вони створюють: викладачка музичної школи задля спокою матері просить колегу видати себе за її хлопця. Обидві сюжетні лінії тематично перетинаються, досліджуючи теми кохання, довіри, зради, дружби та особистої відповідальності.

## У ролях
- Дмитро Лисенков — Ростислав Журавльов, композитор
- Євгенія Борзих — Аріна, викладачка музичної школи
- Віктор Шаміров — Костянтин Миронов, сценарист
- Ольга Мотіна-Супонева — Кіра Виноградова, сценаристка
- Людмила Артем'єва — Анна Петрівна, мати Аріни
- Ольга Тумайкіна — Тетяна Павлівна, директорка музичної школи
- Єлена Махова — Надя, подруга Аріни, викладачка музичної школи
- Інесса Боровікова — Ніна Валентинівна, викладачка музичної школи

### В епізодах
- Дар'я Семьонова — Настя
- Єлена Горіна — мати Насті
- Сергій Белоголовцев — Назар, режисер
- Михайло Поліцеймако — Марік Овчаренко, продюсер
- Крістіна Ісайкіна-Бергер — Жанна, дружина Ростислава
- Сергій Фролов — гість у Назара

## Виробництво і відгуки
Ідея серіалу належить Олексію Троцюку. Режисером виступив Віктор Шаміров, сценарій написала Ольга Мотіна-Супонева. За словами Шамірова, йому було важливо передати жіночий погляд на стосунки, тому він залучив до сценарію авторку. Також Шаміров і Мотіна-Супонева виконали головні ролі. Первісно головні герої мали бути молодшими, але через пандемічні обмеження на кастинг було вирішено знятися самостійно. Зйомки проходили влітку та восени 2020 року у Москві та Серпухові, на території музичної школи.
Серіал отримав широку, але неоднозначну увагу ЗМІ. Родіон Чемонін (Film.ru) назвав проєкт універсальним, придатним для поціновувачів розмовних драм і початківців-сценаристів. Юрій Михайлін (журнал «Сеанс») відзначив точність побутових деталей, виразну гру акторів і відмову від театральної стилістики на користь реалістичності. Натомість Сергій Єфімов (Комсомольська правда) розкритикував драматургію, вважаючи стосунки персонажів недостатньо переконливими.

## Нагороди і номінації
У 2022 році серіал був номінований на премію журналу «Snob» «Зроблено в Росії — 2022» у категорії «Кіно, серіали, анімація».
Крім того, серіал висувався на премію АПКіТ (Асоціація продюсерів кіно і телебачення Росії):
- 2021 — номінація у категорії «Найкращий телевізійний серіал (від 5 до 24 серій)»;
- 2022 — номінація у категорії «Найкраща режисура» (Віктор Шаміров);
- 2022 — номінація у категорії «Найкращий сценарій» (Віктор Шаміров, Ольга Мотіна, Олексій Троцюк)[8].